# 윤성현 (바둑 기사)
윤성현(尹盛鉉, 1975년 6월 30일 - )은 대한민국의 바둑 기사이다.

## 약력
1989년에 프로에 입단했다. 1993년의 제28기 패왕전에서 준우승(대 조훈현 九단 1대3)을 차지했고, 1994년 한국이동통신배와 제왕전, 왕위전, 박카스배 본선에 진출했다. 1995년 최고위전과 명인전 본선, 1996년 명인전과 바둑왕전 본선에 각각 올랐다. 2001년의 박카스배 천원전에서 준우승(대 박영훈 二단 1대3)을 차지했고. 이후 여러 바둑 대회 본선에 진출했다. 2002년 8단을 거쳐 2004년에 9단으로 승단했다. 2010년 아시안 게임 바둑에 코치로 참가했다.